# Evangelický kostel (Legionářská ulice)
Nový evangelický kostel na Legionářské ulici v Bratislavě je postaven ve funkcionalistickém slohu. V roce 1997 byl kostel zapsán do Ústředního seznamu památkového fondu pod číslem 11007/1 a od roku 2002 je v kategorii národní kulturní památka SR.

## Historie
Po vzniku Československé republiky již Malý kostel nestačil rostoucímu počtu Slováků, rozhodla se slovenská část sboru v roce 1933 postavit nový kostel na Legionářské ulici podle projektů Milana Michala Harminca.

## Architektura
Kostel je kvalitním funkcionalistickým dílem. Má cihlový kabřincový povrch, asymetricky umístěnou věž, plochou střechu a přísný interiér. Je zapsán do seznamu DOCOMOMO. Kostel má v parteru travertinový obklad, po stranách převýšení sálového prostoru je chór. Kostel je součástí komplexu staveb s farou a internátem.

## Varhany
Nachází se v zadní části nad vchodem.